# Cristian (Sibiu)
Cristian (deutsch Großau, siebenbürgisch-sächsisch Gruusaa, ungarisch Kereszténysziget) ist eine Ortschaft im Kreis Sibiu in der Region Siebenbürgen in Rumänien.

## Lage
Cristian liegt am Cibin (Zibin), etwa zehn Kilometer westlich von Hermannstadt (Sibiu). Die Ortschaft ist über die Europastraßen E68 und E81 zu erreichen.

## Geschichte
Der Ort auf dem Königsboden wurde als Insula Christiani im Jahr 1223 erstmals urkundlich erwähnt.
Neben Apoldu de Sus (Großpold) und Turnișor (Neppendorf, heute Stadtteil von Hermannstadt) ist Großau eine der drei siebenbürgischen Gemeinden, in denen seit dem 18. Jahrhundert aus dem Salzkammergut und Kärnten vertriebene, protestantische Landler lebten und leben.

## Bevölkerung
1850 lebten auf dem Gebiet der heutigen Gemeinde 1.927 Einwohner. 1.281 davon waren Deutsche, 457 waren Rumänen, 185 Roma und vier waren Magyaren. 1977 wurde mit 4.573 die größte Bevölkerungszahl – und gleichzeitig die der Rumänen (1.943) und die der Siebenbürger Sachsen (2.616) – ermittelt. Die höchste Anzahl der Roma (450) wurde 1956 und die der Ungarn (23) wurde 1910 registriert. Bei der Volkszählung 2011 lebten auf dem Gebiet der heutigen Gemeinde 3.665 Menschen. Davon waren 3.453 Rumänen, 44 waren Rumäniendeutsche, fünf waren Ungarn und drei waren Roma. Restliche machten keine Angaben zu ihrer ethnischen Zugehörigkeit.

## Sehenswürdigkeiten
- Die Kirchenburg liegt inmitten der Ortschaft auf ebenem Gelände am Ufer des Zibins. Der alte Torturm wurde vom angrenzenden Fluss unterspült und später durch einen neuen ersetzt. Aufgrund der unmittelbaren Nähe zur Kreishauptstadt ist die Großauer Kirchenburg ein beliebtes Ziel von Besuchern Hermannstadts. Kern der Anlage ist eine dem Heiliger Servatius geweihte romanische Basilika mit Westturm aus dem 13. Jahrhundert, von der die Untergeschosse des Glockenturms mit Westempore und Reste der Seitenschiffe erhalten geblieben sind. Ende des 14. Jahrhunderts wird der Ostteil der Kirche umgebaut und erhält einen 5/8-Chor, flankiert von zwei Seitenkapellen mit polygonalem Abschluss. Chor und Seitenkapellen haben Kreuzrippengewölbe. 1480–1495 werden das Mittelschiff und die Seitenschiffe von dem Hermannstädter Baumeister Andreas Lapicida zu einer Hallenkirche umgebaut. Das spätgotische Netzgewölbe wird von Bündelpfeilern getragen. Die Ringmauer hat einen unregelmäßig polygonalen Grundriss, verstärkt durch fünf Flankierungstürme. Eine Eigenart des Berings ist die doppelte Ringmauer, wobei die innere Mauer in einem Abstand von 2–3 m von der äußeren steht. 1550 erhält die Anlage im Norden zwei Zwingerhöfe. In der südlichen Ecke der inneren Mauer wird um 1580 ein achteckiger Turm mit einem auf Konsolen ruhenden Wehrgeschoss und Pyramidendach errichtet.[4] Die Kirche steht unter Denkmalschutz.[5]
- Die rumänische-orthodoxe Kirche Buna Vestire (Mariä Verkündigung), 1790 errichtet, steht unter Denkmalschutz.[5]
- Dorfmuseum

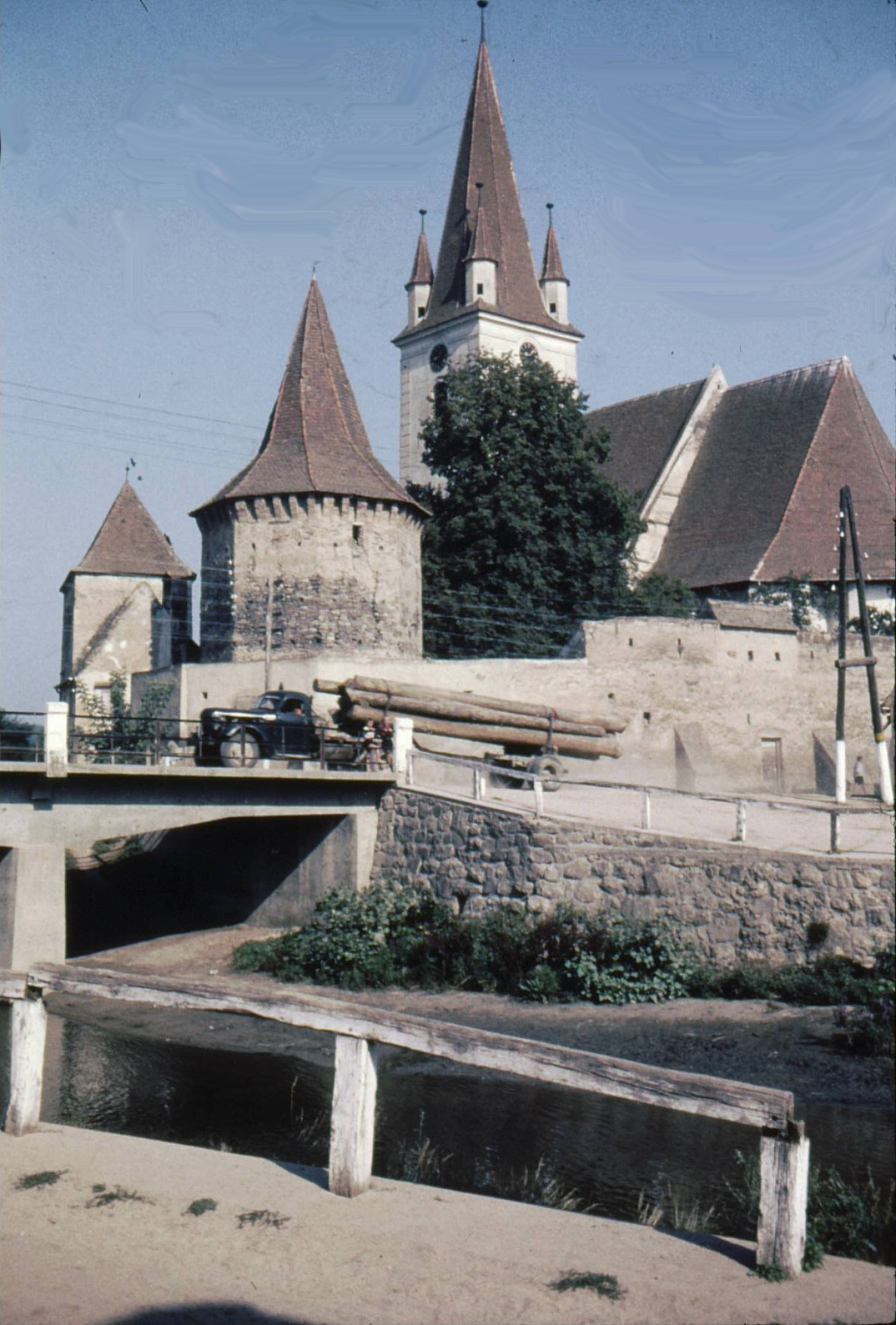
Kirchenburg Großau (1966)
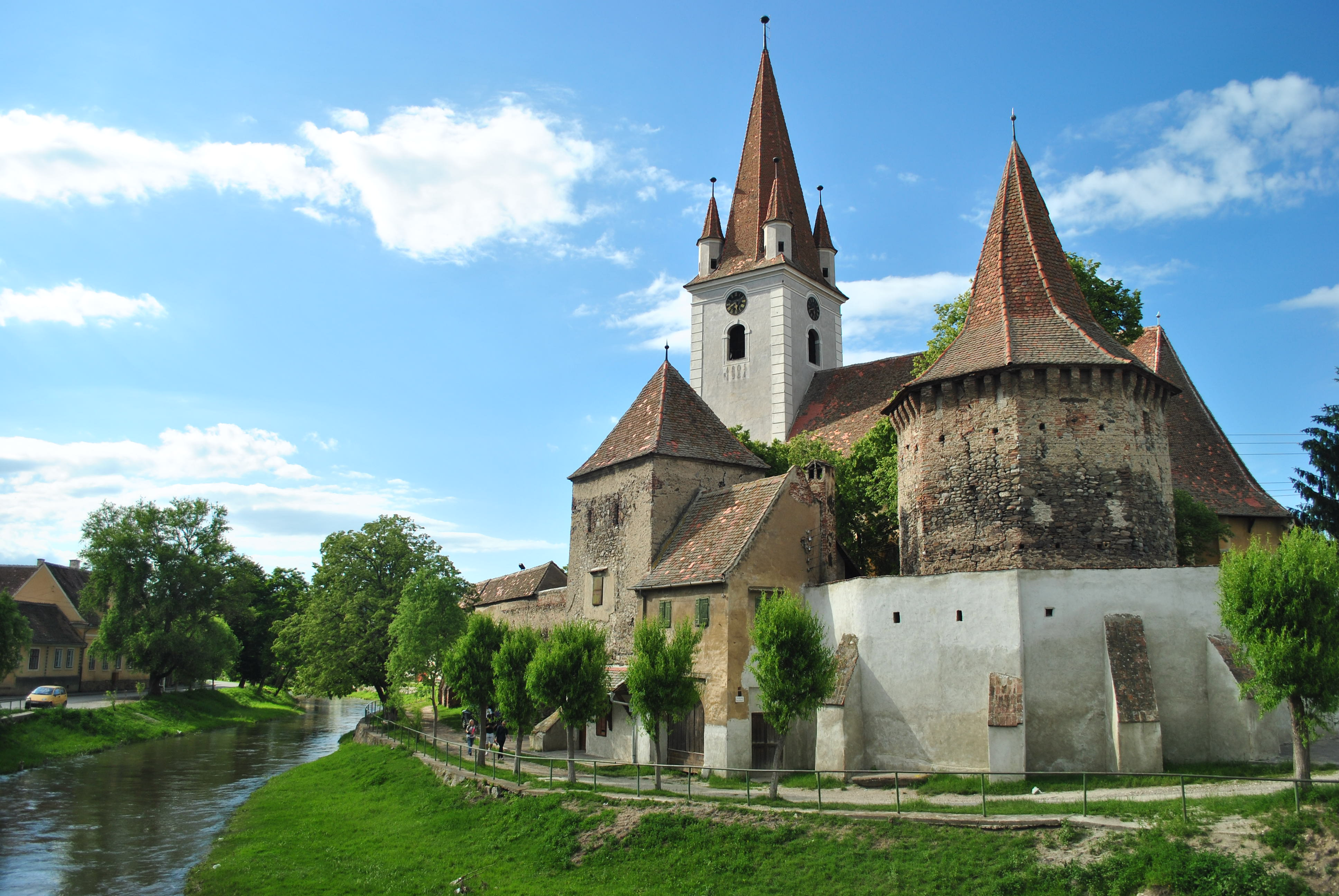
Kirchenburg Großau (2012)
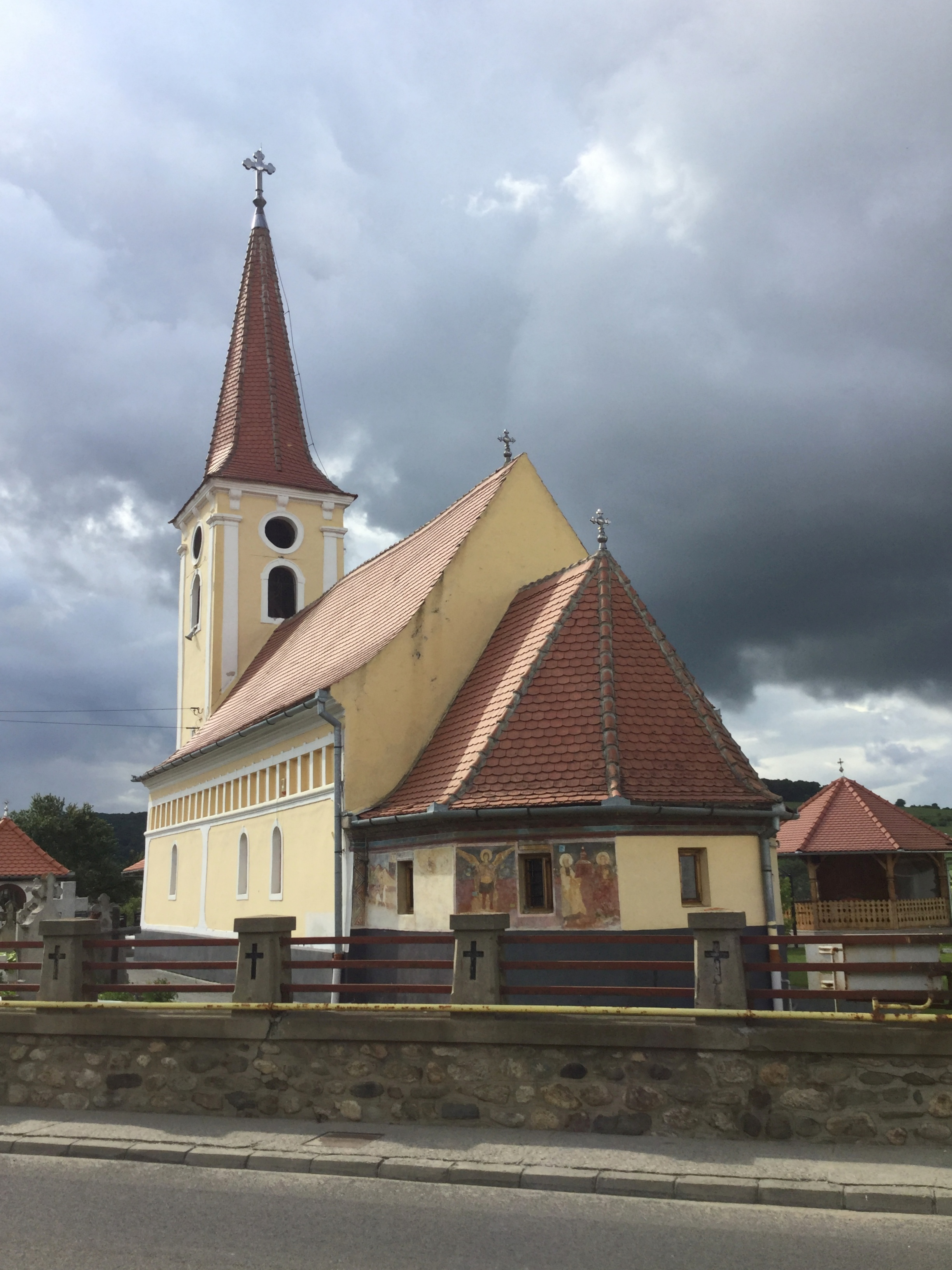
Orthodoxe Kirche
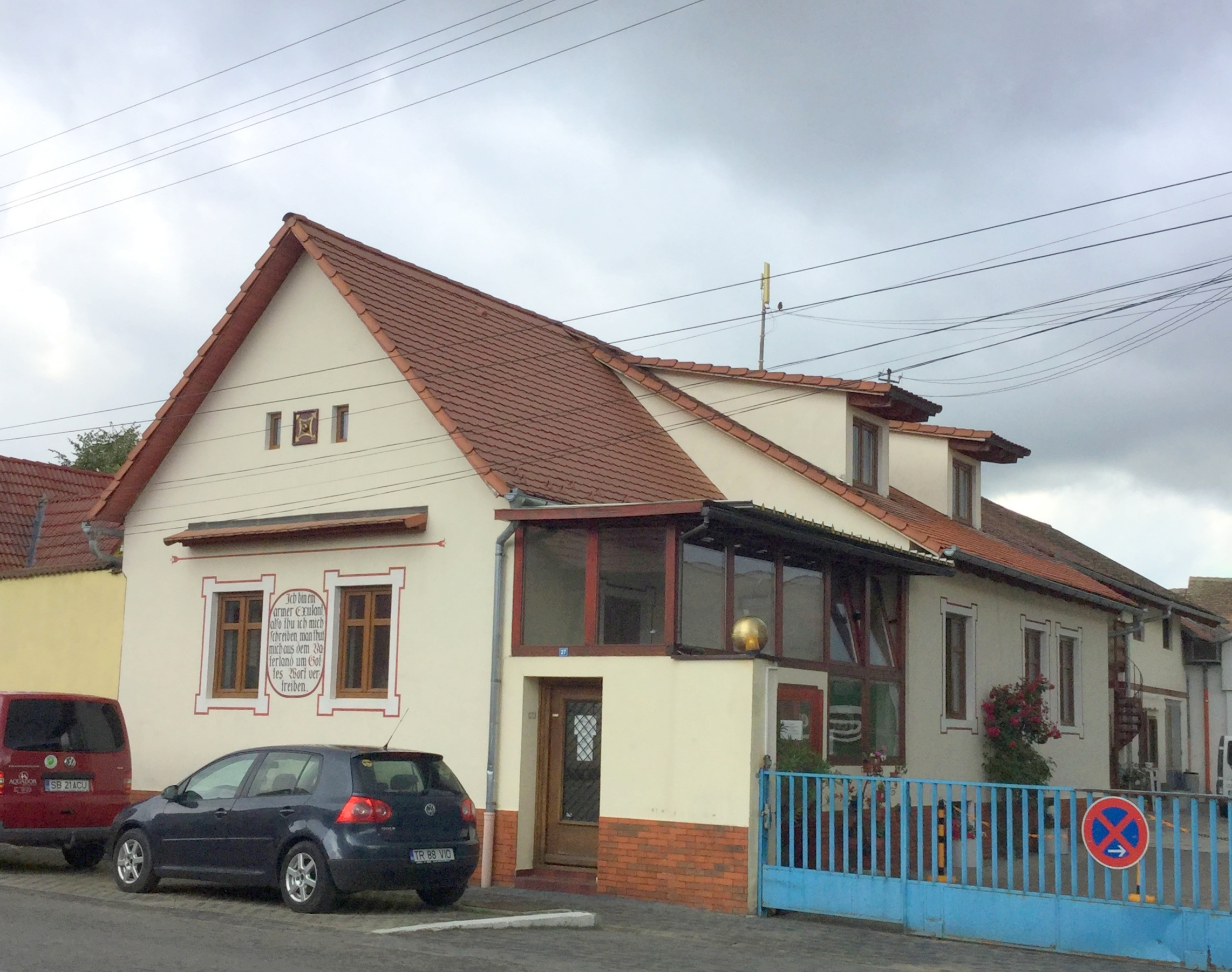
Dorfmuseum

## Persönlichkeiten
- Andreas Wolf (1741–1812), Mediziner und Gelehrter in der Moldau[6]

## Sonstiges
In Cristian gibt es keine offiziellen Straßennamen im klassischen Sinn. Die Straßen sind mit römischen Ziffern durchnummeriert. Die Straßen hatten jedoch Namen wie Kirchgasse, Krautgasse (in der sächsischen Mundart ‚Kampesgass‘), Klostergasse (‚Kliester‘), Pfannkuchengässchen (‚Klättittengässchen‘) usw.